# Spanglish
Spanglish, inglespanhol, espanglish ou espanglês é o nome que se dá ao dialeto utilizado informalmente nos Estados Unidos entre os imigrantes/descendentes de países latino-americanos, muito comum no sul do estado da Flórida. Seu nome deriva da união entre Spanish (espanhol) e English (inglês). O dialeto é usado geralmente para encurtar as palavras.
O termo spanglish foi usado pela primeira vez em 1933, e é linguísticamente vago; agrupa sem uma terra comum ao uso de empréstimos linguísticos, critério normal no desenvolvimento da língua, com código-switching frequente entre falantes bilíngues e propagandas, faltando com os critérios da pureza estilística.
Também a confusão do significado entre palavras espanholas e o inglês é típica do spanglish entre fonemas similares. Um exemplo deste seria a frase «vacunar la carpeta» (do inglês vacuum the carpet) em vez de «pasar la aspiradora por la alfombra» («passar o aspirador de pó através do tapete»). A pronuncia é confundida também, por exemplo, em «Soy bilingual; no tengo accento».
Para muitos conhecedores, a apropriação de uma outra língua ocorre pelo comodismo, criando mais ou menos fonemas híbridos, o processo que afeta também no sentido inverso ao inglês com respeito ao espanhol.
O spanglish ocorre principalmente nos Estados Unidos, nas comunidades dos falantes de espanhol como por exemplo Flórida, Geórgia, Texas, Califórnia, Nova Iorque, e também em Porto Rico e algumas zonas do México, embora também seu uso seja completamente comum em algumas zonas mais distantes devido à influência da televisão ou da música. Um exemplo deste é o Panamá, onde o controle americano do canal do Panamá influenciou em muitos aspectos a sociedade. Também é comum nos habitantes de Gibraltar, sendo possível assim escutar frases como «Pepe, cierra the window que entra mucho cold, please» («Pepe, fecha a janela que entra muito frio, por favor».

## História
Este termo parece que foi inventado pelo Salvador Tió, linguista e humorista portoriquenho no final da década de 40, na coluna intitulada Teoría del Espanglish publicado originalmente no "EL Diario de Puerto Rico" (em 28 de outubro de 1948). Tió inventou também o termo inglañol, um fenômeno inverso, onde o inglês é afetado pelo espanhol; o último termo não se tornou tão popular quanto o anterior.
Mais tarde a coluna aparece outra vez no livro «A fuego Lento» publicado pela editora da Universidade de Porto Rico na década dos 50. Nele Tió explica que o espanglish é a "espaholização" do inglês. Anos mais tarde foi publicada no jornal El Mundo do 27 de março de 1971 a teoria do inglañol ou do ingañol, que deve dar às palavras do espanhol o sentido que têm em inglês. E adiciona como um exemplo «Y no puedo hacer la apología del que hace una apología», em vez de uma disculpa o uma satisfacción.
A maioria dos autores consideram que na tempo a de 1960,nos distritos latino-americanos de Miami, de Nova Iorque e de Los Angeles, ocorreram a explosão do mock, antecedente do spanglish e que logo se espalhou pelas cidades.

## Exemplos de Code-Switching
Giannina Braschi é uma poetisa e romancista estadunidense, creditada como tendo criado o primeiro romance em Spanglish, YO-YO BOING! 
--Dá-lhe sensata ao macaco para que dance.
--Tu achas que há mais de três grandes poetas em uma língua em uma centuria. A ver: Vallejo, Neruda, Darío, Lorca, Jiménez,Machado. Very few.
--It depends what you are looking for.
--I'm looking for the creators. If you want to accept os maestros, then you include: Huidobro, Cernuda, Alberti, Aleixandre, Salinas,Guillén. Sim, são mestres, mas não criadores.
--Tu és demasiado rígida.
--Sim, é que as portas do Parnaso são muito estreitas. Alexandre pode ser melhor poeta que Lorca, mas não maior. Lorca é comum, mas é um criador. Many masters are better poets than the creators, but they are not greater. A grandeza não é melhor. Às vezes é pior. Tem are many singers with a better voice than María Calas. But she sang great. E a grandeza não se pode definir. Porque está cheia. É como o sol. Algo cheio de luz e redondo. Não lhe faz falta nada. E enche-te. Deixa-te cheia. Colma-te. É algo que instaura. E afirma seu instauración. Implanta-se. Planta-se. Fica aí, como uma instalação, em um espaço. É como a beleza.
--What a pity.
--O total, as partes não somam o total.

## CiberSpanglish
Este fenômeno teve maior difusão mundial com a explosão do Internet, uma quantidade grande de palavras novas como browser, frame, link, cookie, chat, mail, surfear, etc. que não teve uma tradução desobstruída ao castelhano como cookie, ou simplesmente o termo inglês era mais fácil ou mais curto: chatroom em vez de sala de charla. Em alguns casos extremos são iniciados os verbos com radicais ingleses e com final em castelhano, fazendo-se a conjugação como se fosse um verbo normal do espanhol, como por exemplo chatear, chateo, chateas, chateamos, etc.

## Exemplos de spanglish
Exemplo de uma conversação em spanglish:
- Anita: «Hola, good morning, cómo estás?»
- Mark: «Well, y tú?»
- Anita: «Todo bien. Pero tuve problemas parqueando mi coche this morning.»
- Mark: «Sí, I know. Siempre hay problemas parqueando in el área at this time».

Tradução ao espanhol:
- Anita: «Hola, buenos días, ¿cómo estás?»
- Mark: «Bien, ¿y tú?»
- Anita: «Todo bien. Pero tuve problemas estacionando mi coche esta mañana.»
- Mark: «Sí, ya lo sé. Siempre hay problemas de estacionamiento en esta zona a esta hora».

Tradução ao inglês:
- Anita: «Hello, good morning, how are you?»
- Mark: «Well, and you?»
- Anita: «Everything's fine, but I had problems parking my car this morning.»
- Mark: «Yeah, I know. There are always problems parking in this area at this time».

Tradução ao português:
- Anita: «Oi, bom dia, como vai?»
- Mark: «Bem, e você?»
- Anita: «Tudo bem, mas eu tive problemas estacionando meu carro esta manhã».
- Mark: «Sim, eu sei. Há sempre alguns problemas de estacionamento nesta área a essa hora».

| Inglés                   | Espanhol              | Spanglish           | Português             |
| ------------------------ | --------------------- | ------------------- | --------------------- |
| See you!                 | Hasta luego           | Te veo              | Vejo-te mais tarde!   |
| pipe                     | tubo                  | paipa               | tubo                  |
| appointment              | cita                  | apointment          | marcação              |
| to park a car            | aparcar un coche      | parquear el carro   | estacionar um carro   |
| market                   | mercado               | marqueta            | mercado               |
| vacuum the carpet        | aspirar la alfombra   | vacunar la carpeta  | aspirar o tapete      |
| I call you back          | te vuelvo a llamar    | te llamo para atrás | ligo-te depois        |
| the roof of the building | el techo del edificio | el rufo del bíldin  | o telhado do edifício |
| brakes                   | los frenos            | las brekas          | travões               |
| to cool                  | enfriar               | culear              | esfriar               |
| to do shopping           | ir de compras         | chopear             | ir às compras         |
| to enjoy                 | divertirse            | enjoyar             | apreciar              |
| watchman                 | vigilante             | guachimán           | guarda                |
| highway                  | autopista             | jaigüey             | estrada               |
| play it cool             | tomárselo con calma   | jugársela frío      | tem calma             |
| no way                   | de ninguna manera     | nogüey              | de modo algum         |
| tough                    | duro                  | tofe                | resistente            |
| truck                    | camión                | troca               | caminhão              |
| dishes                   | platos                | diches              | pratos                |
| to load                  | cargar                | lodear              | carregar              |